# Alte Elster und Rieke
Das Naturschutzgebiet Alte Elster und Rieke liegt auf dem Gebiet der Stadt Herzberg (Elster) im Landkreis Elbe-Elster in Brandenburg.

## Lage
Das Gebiet mit der Kenn-Nummer 1340 wurde mit Verordnung vom 26. März 1981 und vom 1. Juli 2007 unter Naturschutz gestellt. Das rund 175,6 ha große Naturschutzgebiet erstreckt sich südlich der Kernstadt Herzberg (Elster) und nordwestlich von Bahnsdorf, einem Ortsteil der Stadt Uebigau-Wahrenbrück, westlich und östlich der Schwarzen Elster. Westlich verläuft die Landesstraße L 67, östlich die B 101 und südlich die L 673.

## Schutzzweck
Im 20. Jahrhundert wurde die Schwarze Elster in großen Abschnitten reguliert. Es blieben nur wenige naturnahe Niederungsbereiche übrig. Es entstand ein einarmiger Flusslauf mit abgeschnittenen Alt- und Nebenarmbereichen. Die zuvor vorhandenen Feuchtbereiche wurden nach und nach landwirtschaftlich erschlossen. Das Gebiet der Alten Elster und Rieke ist eines der wenigen verbliebenen Feuchträume, die vom Aussterben bedrohten Pflanzen- und Tierarten einen Rückzugsraum bietet. Der Schutzzweck des Naturschutzgebietes besteht daher auch in der Erhaltung und Entwicklung des Auengebietes mit naturnahem Bachlauf, Altarmen, Kleingewässern und Feuchtwiesen als Lebensraum, insbesondere des Elbebibers. Erhalten bleiben soll auch der Unterlauf der Riecke, ein Zufluss der Schwarzen Elster, einschließlich ihrer Verlandungszonen sowie der Niederungs- und Auenwaldvegetation.

## Fauna
Im Naturschutzgebiet leben der Elbebiber, der Fischotter und insgesamt 82 Brutvogelarten, darunter auch gefährdete Arten wie der Drosselrohrsänger, die Waldschnepfe, die Beutelmeise, der Ortolan und das Braunkehlchen. Im Gebiet wurden weiterhin acht Lurch- und fünf Kriechtierarten nachgewiesen. Letztmalig wurde die Sumpfschildkröte im Jahr 1990 nachgewiesen. Im Wasser leben rund 20 Fischarten, darunter das Bachneunauge. Hinzu kommen zahlreiche Falter, Libellen und Käfer.

## Flora
Im Gebiet wurden über 400 Pflanzenarten nachgewiesen, darunter der Fieberklee, der Lungen-Enzian, die Sumpf-Brenndolde, die Krebsschere und die Wasserfeder.